# Manfred Schulze (Musiker)
Manfred Schulze (* 17. August 1934 in Schweizerthal/Burgstädt; † 25. Juli 2010 in Berlin) war ein Jazzmusiker (Baritonsaxophonist, Klarinettist) und Komponist. Er „prägte wie kein anderer die Jazzszene in der DDR.“

Manfred „Catcher“ Schulze in Schwerin Anfang der 1980er Jahre

## Leben und Wirken
Nach einem Privatstudium bis 1958 war er im Tanzorchester „Melodie“ (bis 1959) und dann – bis zu dessen Auflösung 1962 – im Orchester Eberhard Weise beschäftigt. Nach Aktivitäten im Manfred Ludwig Sextett (1962–1963), der Gerhard-Stein-Combo (1964–68) sowie der Big Band von Klaus Lenz und später dann in der Modern Soul Band entwickelte sich Schulze zum Pionier einer Musik zwischen Komposition und Improvisation, die er unabhängig von allen musikalischen Schubladen, Moden und gesellschaftlichen Verhältnissen verwirklichte. Folgerichtig geriet er zwischen die Lager, war in seinem Willen zum freien Spiel und in seinem expressiven Gestus viel zu stark vom Jazz geprägt, um sich der Neuen Musik anzunähern, und entfernte sich doch zugleich von der Nachahmung des amerikanischen Jazz, bereits lange vor der in der DDR relativ späten Emanzipation zu einem freien Jazz.
Bereits 1969 gründete er das Manfred Schulze Bläserquintett, das er mit wechselnder Besetzung (unter anderem Manfred Hering, Dietmar Diesner und Hannes Bauer) bis zu seiner Erkrankung an Chorea Huntington 1991 leitete. Seine Kompositionen und „Improvisationsmodelle“ für Bläserquintett nehmen in seinem Werk einen zentralen Raum ein. Daher besteht das Manfred Schulze Bläserquintett weiterhin (unter anderem Auftritt auf dem JazzFest Berlin 1996 und dem Jazzfestival in Mülhausen 1999) und pflegt das ungewöhnliche kompositorische Repertoire von Schulze: „Gedankliche Assoziationen beim Hören der Musik bringen einen auf Stilkategorien wie Third Stream, lassen einen an die Kompositionskonzepte eines Anthony Braxton denken, ohne dass solche Vergleiche der Musik von Schulze gerecht würden“ (Wolfram Knauer)
Manfred Schulze gründete 1969 mit Hermann Keller das Berliner Improvisations-Quartett (Manfred Schulze bs,cl / Hermann Keller p / komp. / Andy Altenfelder tp, ab 1985 Ulrich Weber tp / Wilfried Staufenbiel vcl, voc), mit dem er auch auf Tournee durch Westdeutschland ging. Mehrere Platten mit Werken von Manfred Schulze sind bei FMP erschienen. 1987 nahm Theo Jörgensmanns Klarinettenquartett Cl-4 seine Komposition Soldatenklage für Konnex Records auf. Schulze war auch Mitglied der Blechband von Hannes Zerbe.
Manfred Schulze betätigte sich auch als bildender Künstler. Er lebte ab 1994 in einem Pflegeheim im Prenzlauer Berg.